# 拜託了魔女
《拜託了魔女》是韓國JTBC的綜藝節目，由宋恩伊、金淑、安英美、李國主、朴娜勑等人主持，節目主軸為以女性觀點出發，邀請男性來賓一同討論各種話題的手機綜藝節目。